# التغيرات في الشخصية
يعتقد الباحثون أن الشخصية تتغير مع ازدياد عمر الفرد، ولكن ذلك يعتمد على تعريف التغيير. هناك نوعان محددان جدا من التغير يميل الباحثون إلى التركيز عليهما: التغير في ترتيب النظام والتغير على المستوى المتوسط. هناك عوامل وآليات مختلفة تؤدي إلى التغير في الشخصية. هناك أيضا العديد من الطرق المختلفة لقياس بعض سمات الشخصية التي تميل إلى التغير في حين تميل بعض السمات الأخرى إلى الاستقرار.

## العوامل المؤثرة
هناك العديد من الأشياء التي تؤدي إلى حصول تغيرات في شخصية الفرد أو عدم حصولها. الوقت هو عامل في تغيير الشخصية. هناك ترابط بين اتساق سمات الشخصية مع زيادة العمر. ومع ذلك، لا يتوقف تغير السمات في سن معينة. التحولات البيولوجية والاجتماعية في الحياة قد تكون أيضا عاملا من عوامل التغيير. التحولات البيولوجية مثل مراحل البلوغ وولادة امرأة لطفلها الأول. التحولات الاجتماعية قد تكون التغيرات في الأدوار الاجتماعية مثل أن يصبح الفرد أحد الوالدين أو العمل في وظيفة للمرة الأولى. هذه التحولات في الحياة لا تؤدي إلى التغيير بالضرورة، ولكنها قد تكون أسباب التغيير. إحدى نظريات تقول بأن هذه التحولات في الحياة تسبب التغير في الشخصية على ما إذا كان التحول من متوقعاً في هذا العمر أم لا. إن الأحداث التي يتوقع أن تسبب تغير في الشخصية هو أن تلك الأحداث لديها ملامح مشتركة. ومع ذلك، فإن الأحداث غير متوقعة تؤدي إلى إبراز الصفات الموجودة بالفعل لدى للفرد. أيضا السياق التاريخي يؤدي إلى التغير في الشخصية. دراسة مطولة للنساء فوق 30 عاما، وجدت أن النساء أظهرن زيادة في النزعة الفردية. قد يكون هذا بسبب التغيرات التي تحدث في البلاد في ذلك الوقت.

## كيفية التغير
هناك طرق متعددة لتغير شخصية الفرد. يغير الأفراد سلوكهم استنادا إلى الأفكار في بيئتهم التي تنبعث منها المكافآت والعقوبات. بعض هذه الأفكار قد يكون ضمنيا، مثل الأدوار الاجتماعية. الفرد يغير شخصيته لتناسب الدور الاجتماعي إذا كانت مواتية. أفكار أخرى قد تكون أكثر وضوحا مثل أحد محاولة الوالدين لتغيير سلوك الطفل.
يمكن أن يقرر الفرد أن يغير سلوكه بعد التفكير في أفعاله. العلاج ينطوي على نفس النوع من الاستبطان. الفرد جنبا إلى جنب مع المعالج يحدد السلوكيات غير الملائمة، ومن ثم يراقب ذاته من أجل تغييرها. في نهاية المطاف يحقق الفرد السلوك المراد، ويتعمم تأثير السمة المغيرة إلى مناح أخرى من حياة الفرد.
أيضا يحدث تغير في الشخصية عندما يراقب الأفراد تصرفات الآخرين. قد يحاكي الأفراد تصرفات الآخرين ومن ثم يستوعبون تلك السلوكيات لتصبح جزءاً من سلوكياتهم. عند استيعاب الفرد لسلوكيات معينة تصبح جزءاً من شخصيته.
يتلقى الأفراد أيضاً ردود فعل من أفراد أو جماعات أخرى حول شخصيتهم الخاصة. وتكون هذه القوة هي الدافعة للتغير لأن الفرد يملك دوافعاً الاجتماعية لتغيير شخصيته [بحاجة لمصدر].
و يجب أن يكون هناك أشخاص بجانبه لكي يساعدوه على التغيير فالتغيير مستحيل دون أشخاص وأصدقاء يقفون مع الشخص ويجب عليهم أن يعرفوا كيف يواكبونه ويواكبون تصرفاته لأنه في هذه الفترة يكون قاسياً معهم

## نوعيّ التغير
هناك طريقتان مختلفتان لتصنيف التغيرات في الشخصية على مدى الحياة:
- يشير تغير ترتيب النظام إلى تغيير في سمة شخصية الفرد بالنسبة إلى الأفراد الآخرين. يقيس الباحثون تغير الترتيب في نقاط زمنية مختلفة. من حيث الشخصية، فإن تغيير ترتيب النظام قلما يحدث.[5]
- يشير التغيير على المستوى المتوسط إلى التغير المطلق في مستوى سمة معينة للفرد من على مر الزمن. وتبين البحوث أن تغير على مستوى متوسط غالب الحدوث.[5]